# Bilminy
Bilminy – wieś w Polsce, położona w województwie podlaskim, w powiecie sokólskim, w gminie Kuźnica. 
| SIMC    | Nazwa     | Rodzaj  |
| ------- | --------- | ------- |
| 0033123 | Palestyna | kolonia |

Wierni kościoła rzymskokatolickiego należą do parafii Świętej Trójcy i św. Dominika w Klimówce.

## Historia
Dawna okolica szlachecka, m.in. rodu bojarskiego Tołłoczków (Tołoczków), z którego pochodzący Aleksander Tołłoczko w 1863 r. został skazany na 25 lat zsyłki na Sybir za udzielenie schronienia powstańcom styczniowym, na dawnej zachodniej Grodzieńszczyźnie, w sąsiedztwie dawnej Molawicy - Tołoczek Wielkich i Małych, w dolinie rzeki Przerwa (zwanej również Klimówka) – prawego dopływu Łosośny (w zlewni Niemna), na dawnej Rusi Czarnej, należącej do Wielkiego Księstwa Litewskiego, leżąca w obecnej strefie nadgranicznej z Białorusią.
W latach 1975–1998 wieś administracyjnie należała do województwa białostockiego.